# Barrie Mabbott
Barrie Mabbott   (Carterton, 19 de novembre de 1960) és un remer neozelandès, ja retirat, guanyador d'una medalla olímpica.
Mabbott va néixer el 1960 a Carterton. Va començar a remar mentre estudiava a la Westlake Boys High School, a Auckland, la mateixa escola que el també medallista de bronze olímpic Eric Verdonk. El 1980 va ser seleccionat per disputar la cursa del quatre amb timoner dels Jocs Olímpics d'Estiu de Moscou, però no va competir a causa del boicot als Jocs Olímpics. Al Campionat del Món de rem de 1983 va guanyar una medalla d'or en el vuit amb timoner. El 1984 va prendre part en els Jocs Olímpics d'Estiu de Los Angeles, on guanyà la medalla de bronze en la prova del quatre amb timoner del programa de rem. Formà equip amb Brett Hollister, Don Symon, Kevin Lawton i Ross Tong. El 1986 va prendre part en els Jocs de la Commonwealth d'Edimburg, on va guanyar una medalla de plata en el dos sense timoner i una de bronze en el vuit amb timoner.